# Aeroportul Kanas
Aeroportul Kanas (IATA: KJI, ICAO: ZWKN) este un aeroport din Burqin County⁠(d), Altay Prefecture⁠(d), Ili Kazakh Autonomous Prefecture⁠(d), Xinjiang, Republica Populară Chineză ce deservește zona Burqin Xian⁠(d). Aeroportul a fost tranzitat în 2022 de 26.750 de pasageri.
Situat la o altitudine de 1.188 m, aeroportul dispune de o singură pistă.